# Izdajnik
Izdajnik är Indira Radićs sjätte studioalbum, utgivet via Zam Production år 1997.

## Låtlista
1. Izdajnik (Förrädare)
2. Osvetnica (Hämnare)
3. Ni dani ni noći (Varken dagar eller nätter)
4. Vrata su ti uvek otvorena (Dörren är alltid öppen)
5. Grom (Åska)
6. Pogledaj me sad u oči (Titta på mig nu i ögonen)
7. Verovala sam u tebe (Jag trodde på dig)
8. Već dugo ne verujem (För en lång tid tror jag inte)
9. Kada si me rodila (När du födde mig)

### Fotnoter
1. ↑  ”Izdajnik”. Discogs. http://www.discogs.com/Indira-Izdajnik/release/2329226. Läst 23 mars 2013.